# Добруш
До́бруш (біл. Добруш) — місто в Білорусі, адміністративний центр Добруського району Гомельської області.

## Географія
Місто Добруш розташоване за 25 км на схід від обласного центру та за 329 км від Мінська.
Через місто пролягає залізнична лінія Гомель — Унеча, на якій знаходиться однойменна залізнична станція.

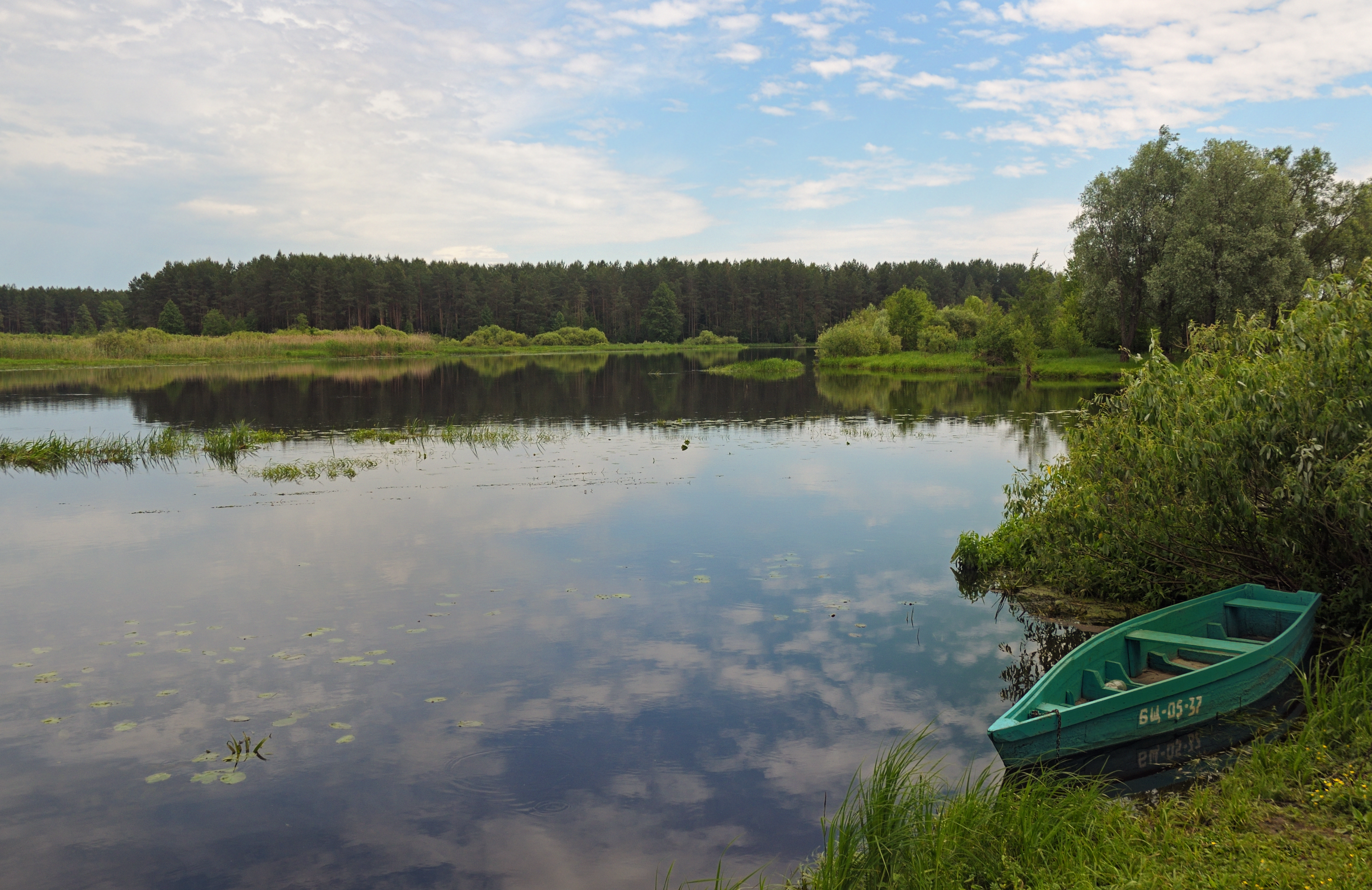
Річка Іпуть

Автошляхами сполучається з Гомелем, Віткою, Тереховкою, Новозибковим.
Основну, північну частину міста огинає річка Іпуть.

## Історія
У письмових джерелах Добруш згадується з XIV століття. З 1335 року село у складі Великого князівства Литовського. У 1640 році село Добруша мало дев'ять дворів. Після першого поділу Речі Посполитої у 1772 році приєднано до Російської імперії. Був центром Добруської економії, яка об'єднувала 14 навколишніх сіл. На той час Дубруш мав 87 дворів, 587 жителів. Тут працювала сукновальня, корчма, водяний млин. У 1775 році була побудована полотняно-вітрильна мануфактура, пізніше — борошномельна й ливарна, а також цукровий завод. Добруш належав графу Петру Румянцеву-Задунайському, потім перейшов у власність князя Івана Паскевича. Його син у 1870 році заснував паперову фабрику, на якій працювала перша в Білорусі електростанція. Станом на  1886 рік у Добруші налічувалось 185 дворів, а також побудовані церква, школа, лікарня, заїжджий дім, лавки.

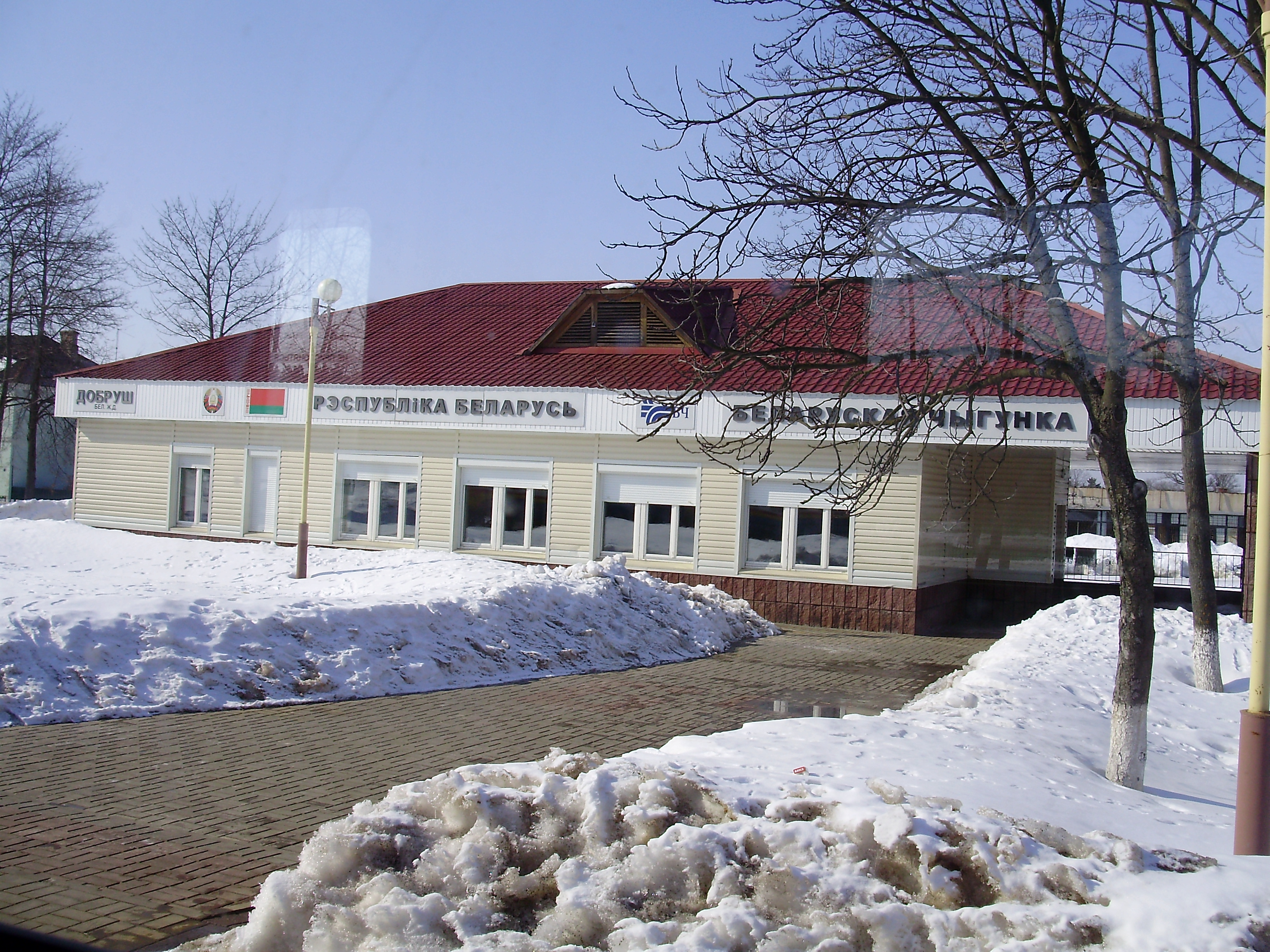
Вокзал станції Добруш

У 1887 році в Добруші відкрита однойменна залізнична станція Поліських залізниць. На початку XX століття у Добруші проживало 2,5 тис. осіб.
У квітні 1919 року Добруш увійшов до складу Гомельської губернії, був центром волості, з 1926 року отримав статус селища міського типу, адміністративний центр Добруського району. У серпні 1927 року отримав статус міста. Станом на 1939 рік у Добруші проживало 13,8 тис. осіб.
У серпні 1941 року окуповане німецько-фашистськими військами. 10 жовтня 1943 року місто звільнено військами Центрального фронту.
З березня 1963 року Добрушу надано статусу міста обласного підпорядкування.

## Підприємства
- Порцеляновий завод.
- Добруська паперова фабрика «Герой праці».
- Підприємства харчової промисловості.
- Санаторій-профілакторій «Сонячний».

## Освіта та культура
У місті діють: ПТУ, гімназія, 4 середні загальноосвітні школи, спортивна школа, школа мистецтв, 2 будинок культури, три бібліотеки, Центр дитячої творчості, Добруський районний краєзнавчий музей.

## Релігія
- Церква святого Миколая.

## ЗМІ
Видається районна газета «Добруський край».

## Пам'ятки
У Добруші встановлений пам'ятник Визволення, облаштовані братські могили воїнів, місце поховання жертв фашизму, а також пам'ятки архітектури. Неподалік від міста розташоване Добруське геологічне оголення.

## Відомі особистості
- Бухонка (Бухонко) П. М. — Герой Радянського Союзу
- Власенко Ілля Архипович — Герой Радянського Союзу
- Вольський А. І. — радянський і російський громадський діяч
- Кухарев Ф. Я. — Герой Радянського Союзу
- Можейко П. В. — Герой Радянського Союзу
- Мухін Г. Д. — Герой Радянського Союзу
- Романов П. М. — Герой Радянського Союзу
- Чижевський М. Г. [Архівовано 10 квітня 2017 у Wayback Machine.] — член-кореспондент АН Білоруської РСР
- Шершньова Р. І. — радянська партизанка, одна з небагатьох жінок, що закрили своїм тілом амбразуру дзоту.

## Галерея

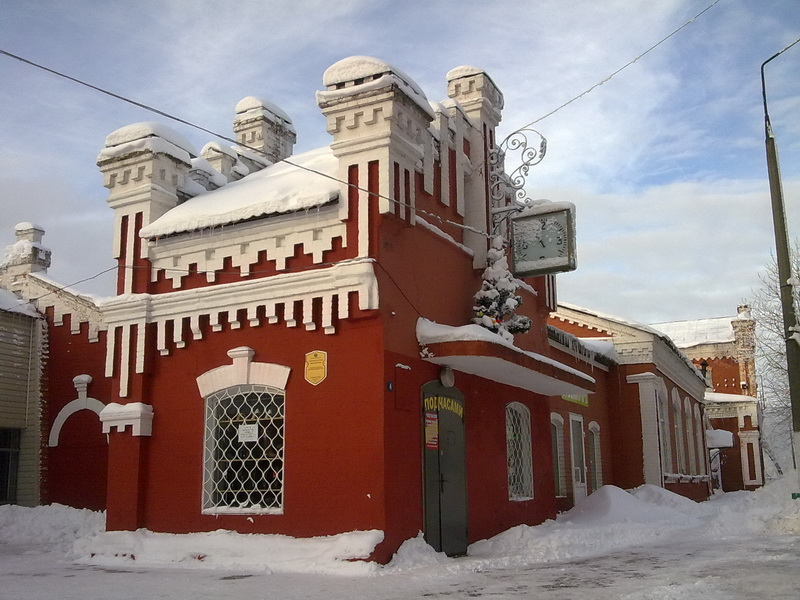
Паперова фабрика
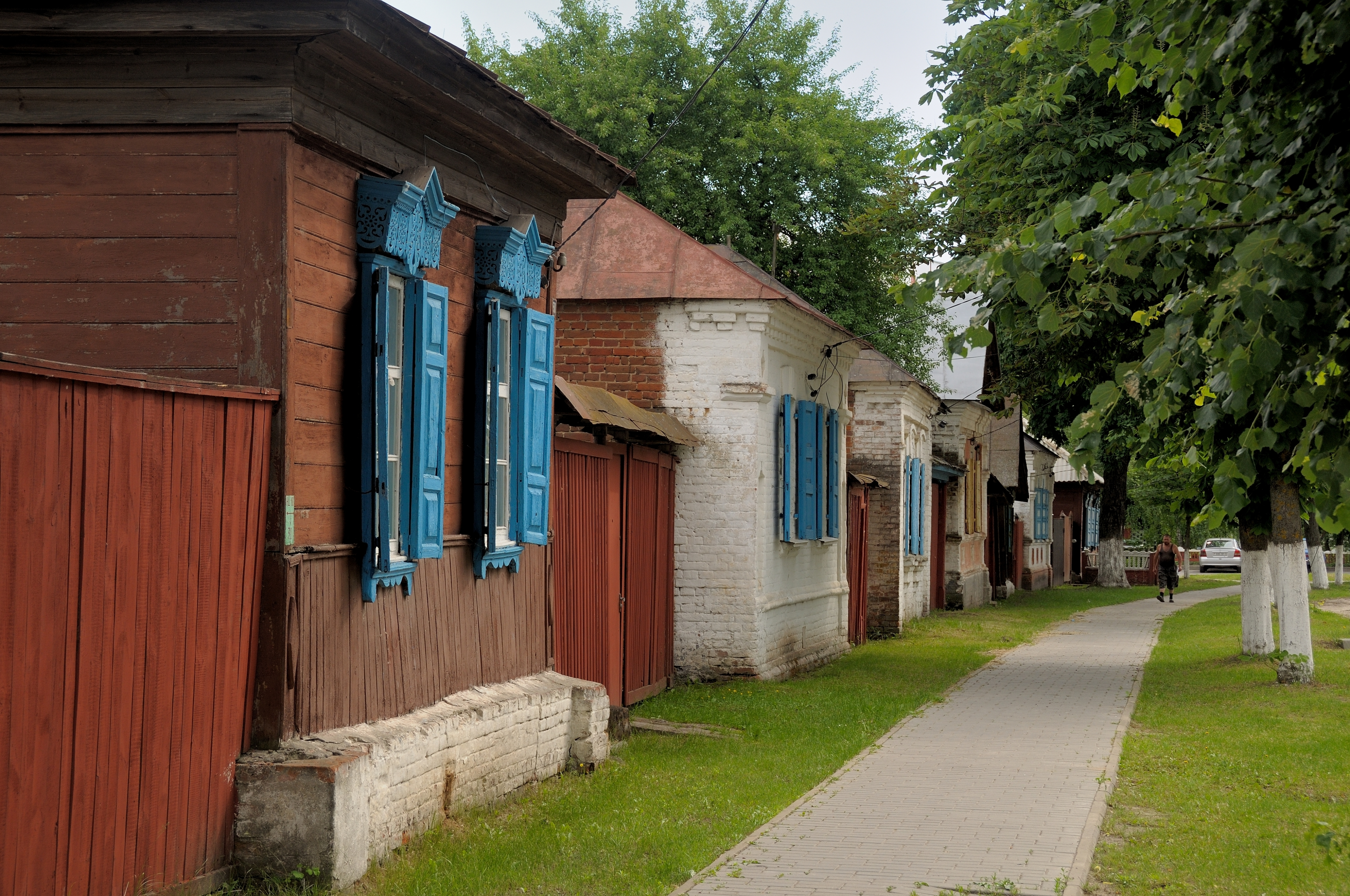
Куточок старого Добруша
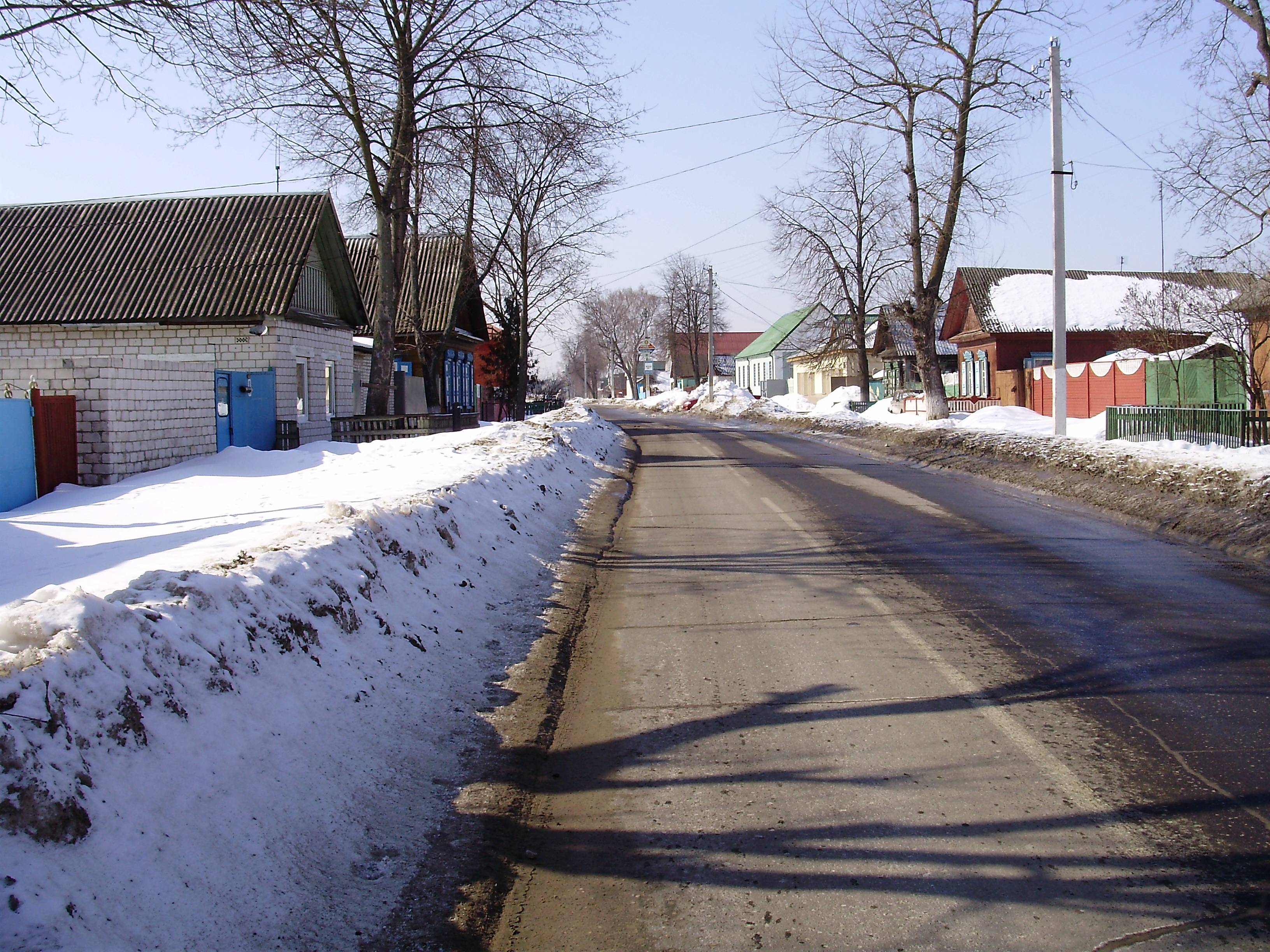
Вулиця у Добруші
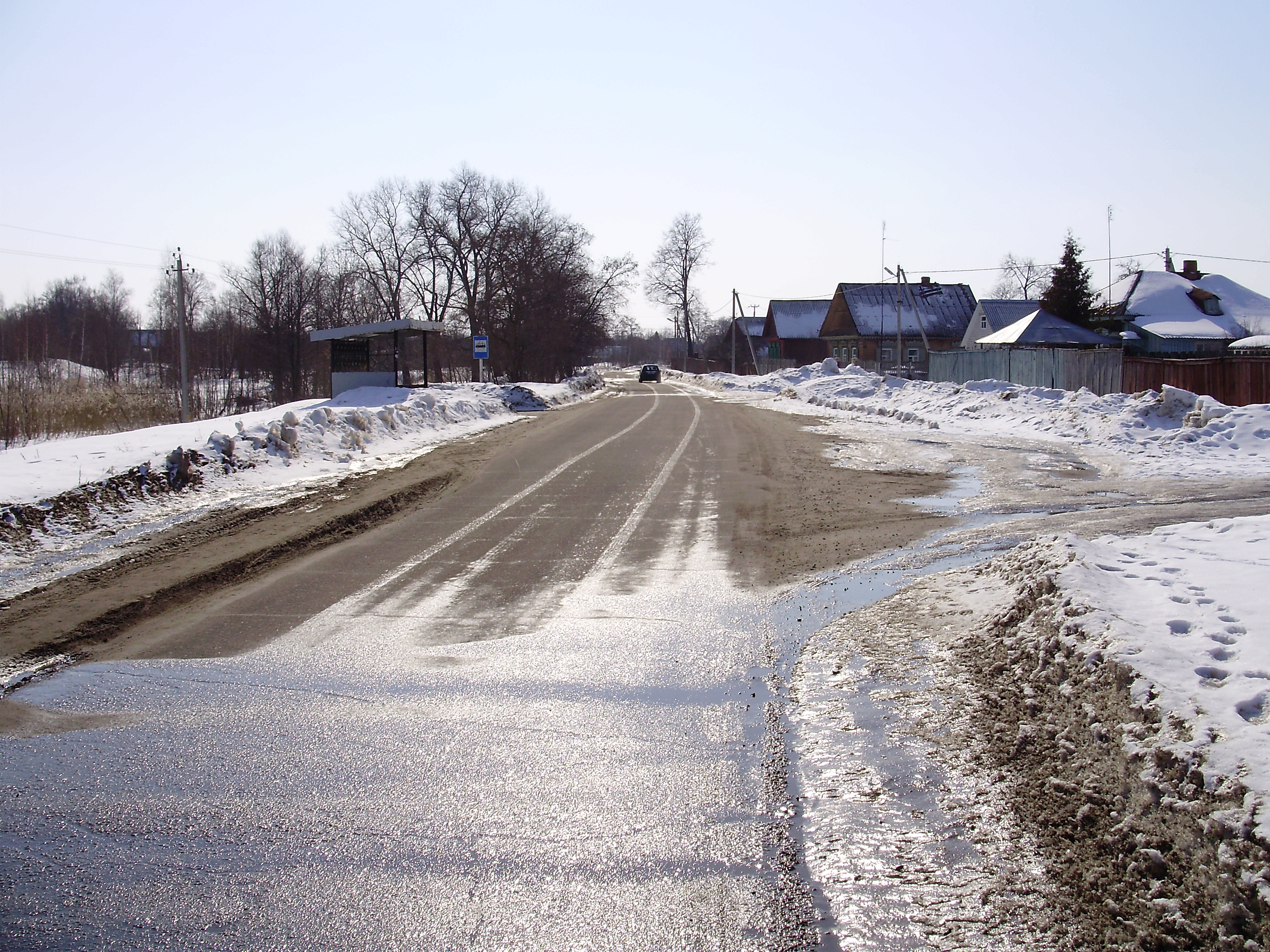
Вулиця у Добруші
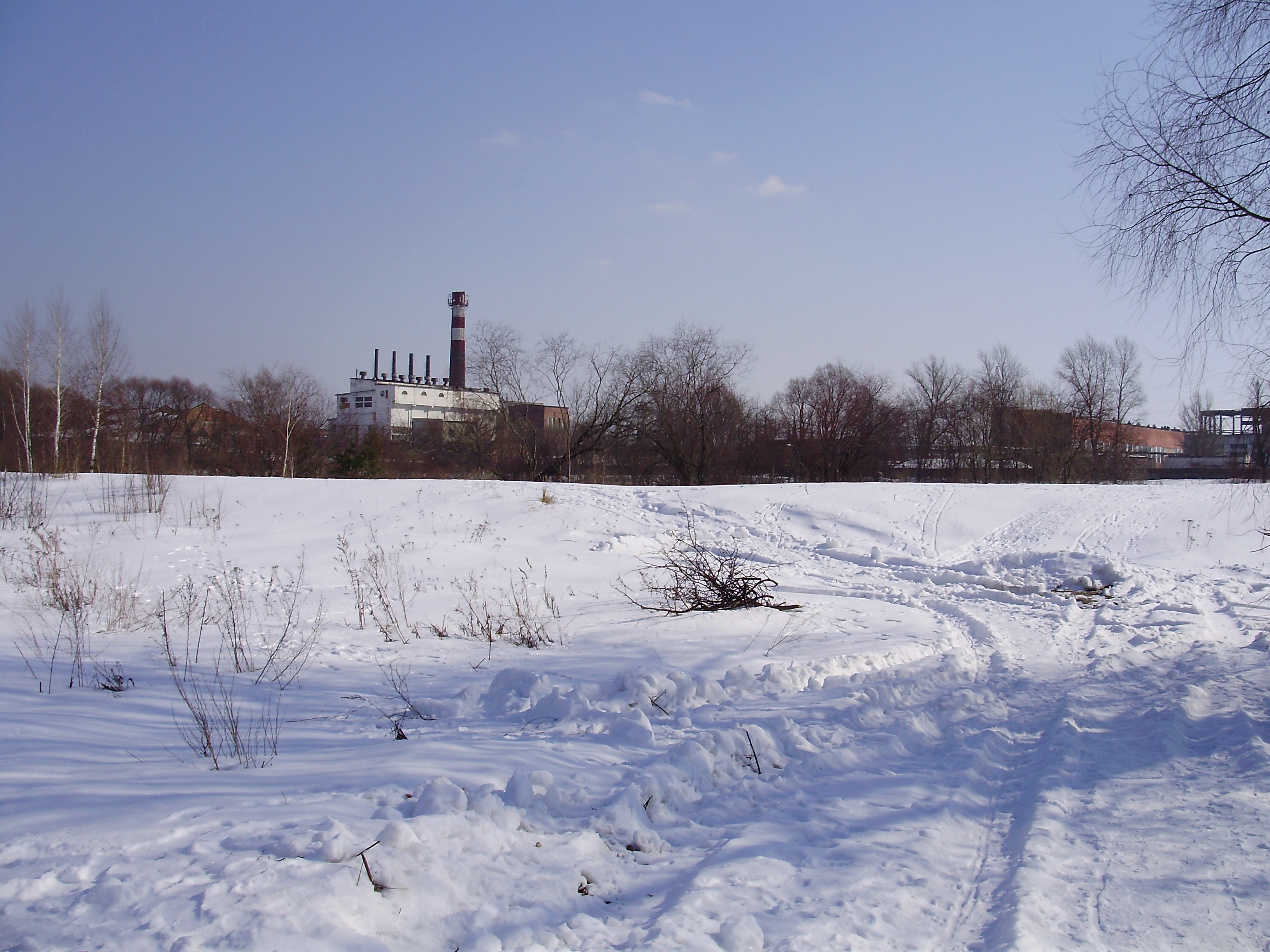
Зимовий краєвид
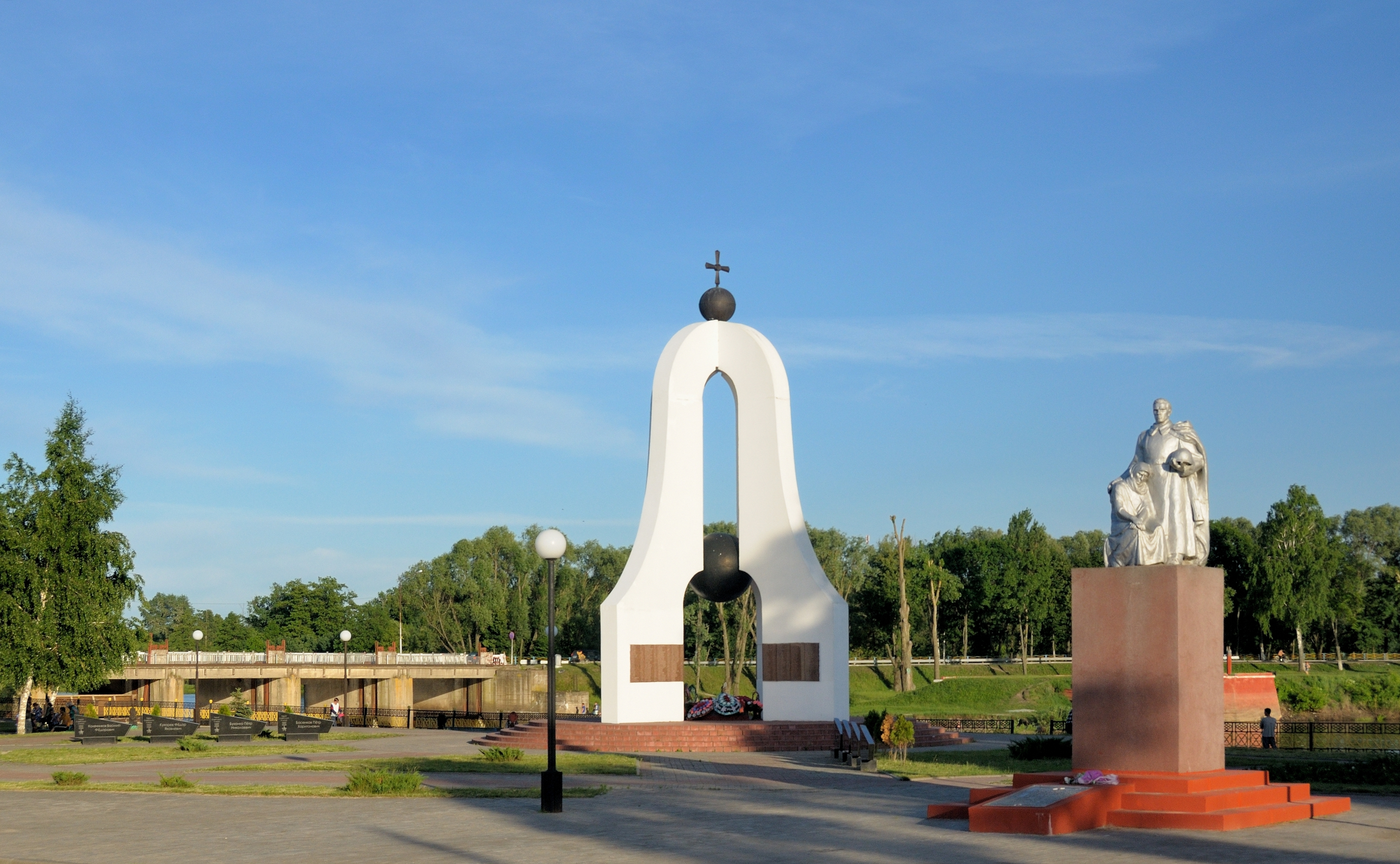
Меморіал полеглим у Другій світовій війні
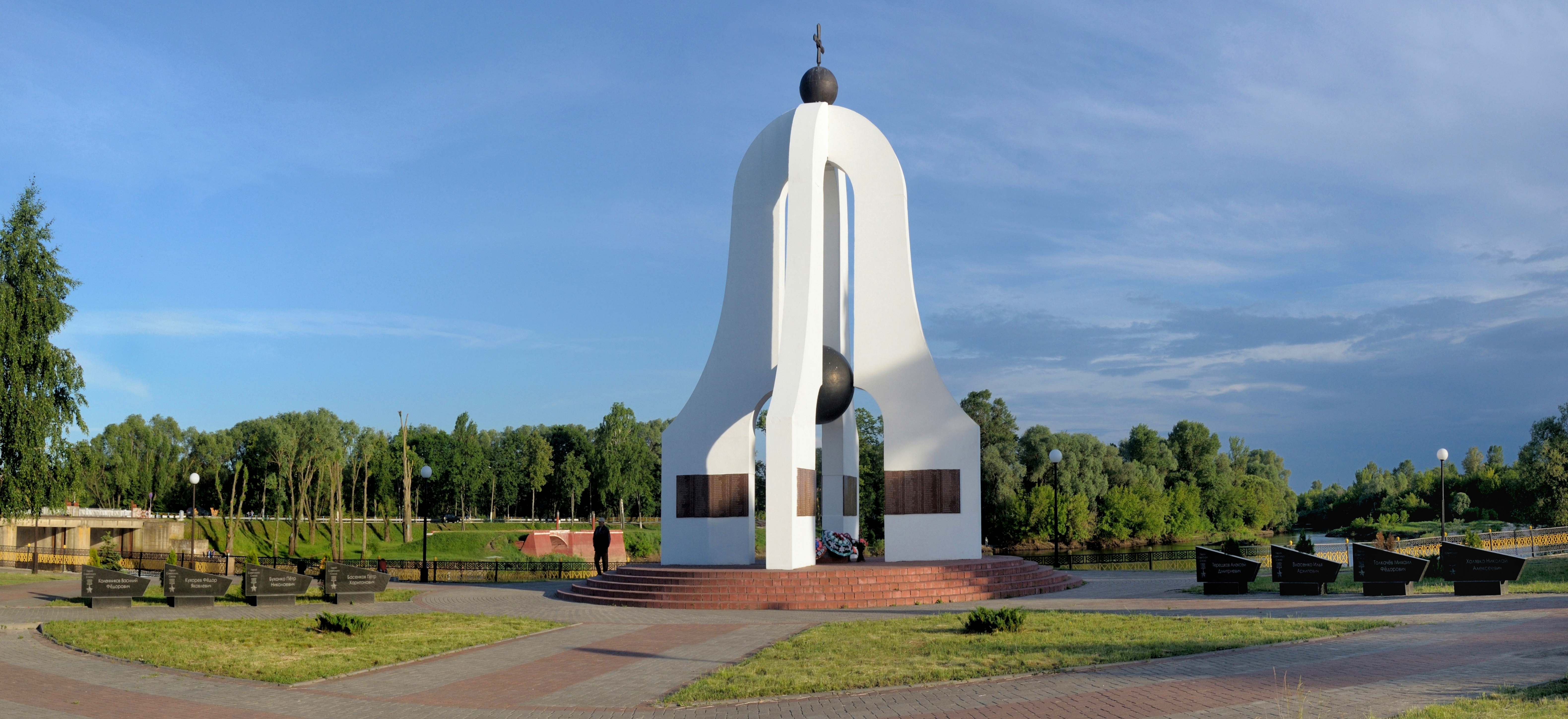
Меморіал землякам, що загинули під час війни та Героям Радянського Союзу
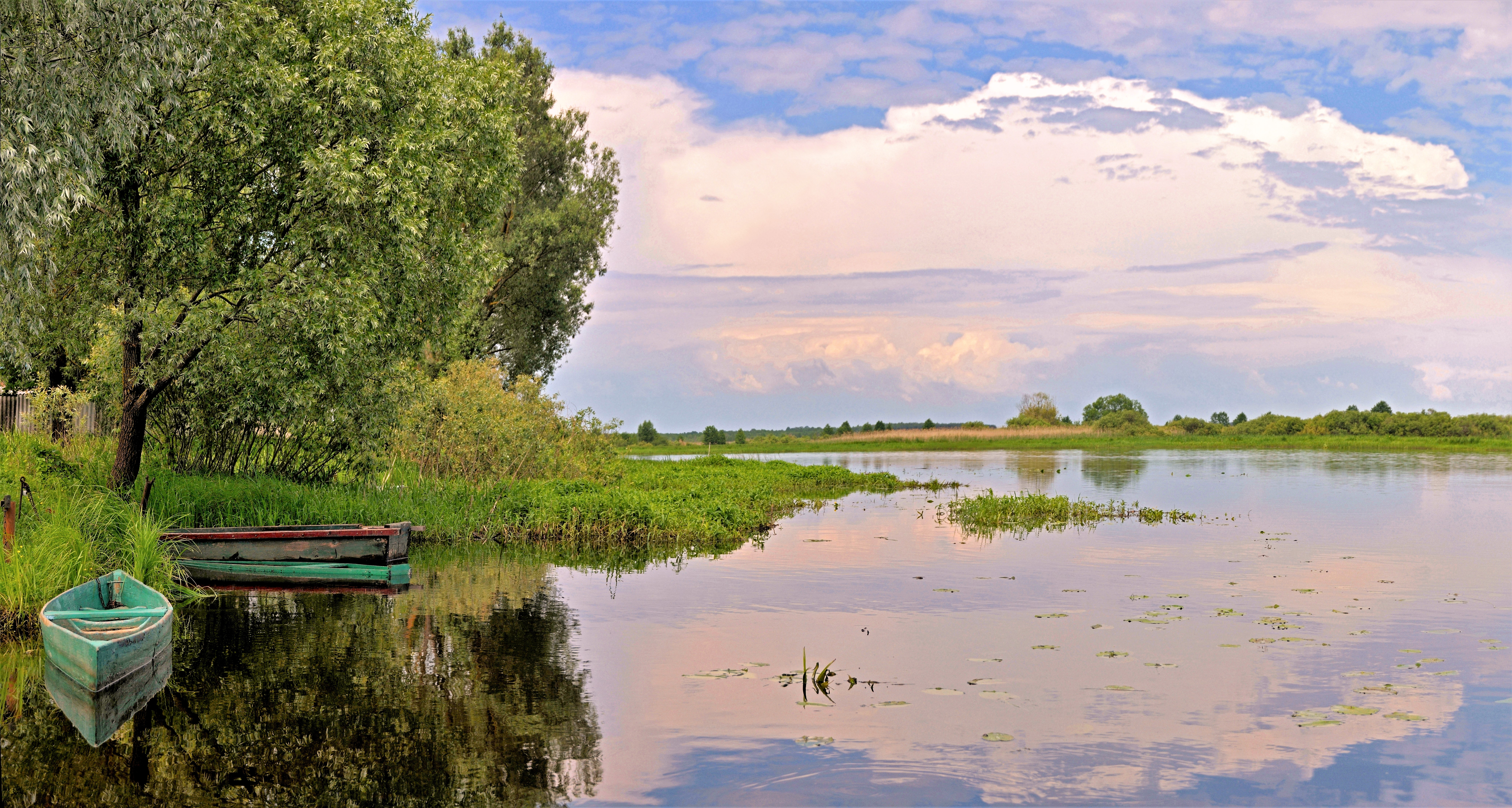
Берег річки Іпуть